# Friedrich Prym
Friedrich Prym   (Düren, 28 de setembre de 1841 - Bonn, 15 de desembre de 1915) va ser un matemàtic alemany.

## Vida i Obra
Prym, fill d'un pròsper fabricant tèxtil, va fer els estudis secundaris a la seva vila natal i va començar el estudis universitaris a la universitat de Berlín el 1859. Després d'una breu interrupció per a fer-se càrrec dels negocis familiars, va anar a les universitats de Heidelberg i Göttingen, per recomanació del seu professor Elwin Bruno Christoffel. A Göttingen va estudiar amb Bernhard Riemann qui va tenir una influència decisiva en el seu treball de recerca futur. El 1863 va obtenir el doctorat a Berlín.
Des de 1865 fins a 1869 va ser professor del Politècnic de Zuric i, a partir del 1869, i durant quaranta anys, de la universitat de Würzburg, en la qual va crear, conjuntament amb Aurel Voss, un important seminari de matemàtiques. El 1909 es va retirar, per convertir-se en professor emèrit.
Prym és recordat per les varietats que porten el seu nom.